# Connacht Rugby
Connacht Rugby (wym. [ˈkɒnəxt ˈrʌgbɪ]) – irlandzki zespół rugby z prowincji Connacht założony w 1885 r. Drużyna reprezentuje cały region na arenie krajowej i międzynarodowej. Największym sukcesem jest mistrzostwo ligi Pro14.

## Największe sukcesy
- Mistrzostwo Irlandii: trzykrotnie
- United Rugby Championship: raz mistrzostwo (w sezonie 2015/2016), raz półfinał (w sezonie 2022/2023)
- European Rugby Challenge Cup: trzykrotnie półfinał (w sezonach 2003/2004, 2004/2005 i 2009/2010)